# Elena Canino
Elena Zegretti nota come Elena Canino (Roma, 1898 – 1957) è stata una scrittrice italiana.
Fu anche traduttrice.

## Biografia
Era figlia di Albertina Pognoni, originaria di Sassuolo, e di Ignazio Zegretti, un funzionario statale che viaggiava molto per lavoro.
Dopo avere abitato fino all'età di dieci anni a Roma nel palazzo della Fontana di Trevi, si trasferì con la famiglia in varie località: da Spoleto a Napoli e successivamente a Genova dove Elena Canino conobbe Giovanni Ansaldo, giornalista e scrittore, e le sue sorelle. I Zegretti ritornarono a Napoli nel 1915 e la diciassettenne Elena Canino si iscrisse alla Facoltà di Lettere, specializzandosi in Archeologia. Nel 1919 la famiglia ritornò definitivamente a Roma, ma Elena Canino continuò a frequentare l’Università di Napoli, dove si laureò, nel 1920, con il massimo dei voti; sempre a Napoli conobbe l'uomo che divenne suo marito, l'architetto Marcello Canino.  I due coniugi abitarono dapprima in piazza San Domenico Maggiore e poi al Vomero, a Villa Salve. Durante la seconda guerra mondiale la villa fu requisita, prima dai tedeschi e poi dagli inglesi e la famiglia Canino sfollò a Sorrento, dove rimase fino al 1946. In questo periodo iniziò a scrivere e a tradurre. La prima opera da lei tradotta fu il romanzo È di nuovo primavera di Robert Nathan.  
Elena Canino appartiene, editorialmente, alla Terza Generazione di scrittrici italiane contemporanee: quelle attive per una parte significativa del secondo Novecento.

## Opere
- Viaggio in Inghilterra, Tipografia editrice Mario Pierro, 1949
- La vera signora: guida pratica di belle maniere, Milano, Longanesi, 1952
- La vera signora; seguita da La vera signorina: guida pratica di belle maniere, Milano, Longanesi. 1955

- Clotilde tra due guerre, Milano, Longanesi & C., 1956 - Nuova Edizione, a cura di Lucetta Scaraffia: Firenze, Le Lettere, 2005
- Napoli borghese, Milano, Edizioni del Borghese, 1970
- Napoli. Guerra e pace. Spigolature di vita napoletana. Uno sguardo femminile sul secondo conflitto mondiale, Napoli, Stamperia del Valentino, 2017